# Phalera infusca
Phalera infusca är en fjärilsart som beskrevs av Matsumura 1925. Phalera infusca ingår i släktet Phalera och familjen tandspinnare. Inga underarter finns listade i Catalogue of Life.